# Holub černobronzový
Holub černobronzový (Henicophaps albifrons) je holub obývající deštné a monzunové lesy na Papui Nové Guineji.

## Popis
Tento robustní holub dorůstá až 41 cm. V převážně tmavě šedomodrém zbarvení vynikají opalizující bronzové letky. Na hlavě je nápadné bílé čelo a nezvykle dlouhý, silný zobák.

## Taxonomie
Holub černobronzový je zařazen do řádu měkkozobých (Columbiformes), čeledi holubovití (Columbidae) a rodu Henicophaps. Druh vytváří dva poddruhy s rozdílným geografickým rozšířením. Poddruh Henicophaps albifrons albifrons obývá Papuu Novou Guineu a ostrov Yapen, zatímco Henicophaps albifrons schlegeli Aruské ostrovy.

## Ekologie
Svůj neobvykle dlouhý zobák využívá jako sondu ve vlhké zemi, kde hledá larvy hmyzu, které jsou součástí jeho jídelníčku. Kromě hmyzu nepohrdne ani zralým ovocem, které většinou sbírá na zemi, ale neváhá se pro něj vydat i do větvoví stromů. Je spíše samotářský, ale může žít i v páru.

## Chov
V zoologických zahradách není téměř k vidění. Z evropských zoologických zahrad ho chová pouze Zoo Praha. Zde se také v roce 2017 podařil celosvětově první úspěšný odchov.